# Brytyjskie Wyspy Dziewicze na Mistrzostwach Świata w Lekkoatletyce 2013
Brytyjskie Wyspy Dziewicze na Mistrzostwach Świata w Lekkoatletyce 2013 – reprezentacja Brytyjskich Wysp Dziewiczych podczas mistrzostw świata w Moskwie liczyła 3 zawodniczki.

## Występy reprezentantów Brytyjskich Wysp Dziewiczych

### Konkurencje biegowe
| Konkurencja          | Zawodniczka      | Eliminacje | Eliminacje | Półfinał | Półfinał | Finał    | Finał   |
| Konkurencja          | Zawodniczka      | Rezultat   | Pozycja    | Rezultat | Pozycja  | Rezultat | Pozycja |
| -------------------- | ---------------- | ---------- | ---------- | -------- | -------- | -------- | ------- |
| Bieg na 100 m kobiet | Tahesia Harrigan | 11,61      | 31.        | NQ       | NQ       | NQ       | NQ      |
| Bieg na 200 m kobiet | Karene King      | 23,97      | 40.        | NQ       | NQ       | NQ       | NQ      |

### Konkurencje techniczne
| Konkurencja       | Zawodniczka    | Eliminacje | Eliminacje | Finał    | Finał   |
| Konkurencja       | Zawodniczka    | Rezultat   | Pozycja    | Rezultat | Pozycja |
| ----------------- | -------------- | ---------- | ---------- | -------- | ------- |
| Skok w dal kobiet | Chantel Malone | 6,40       | 21.        | NQ       | NQ      |